# キラーラビット
キラーラビット（生年不明1月1日 - ）は、新日本プロレスに登場する覆面レスラー。
正体は不明（計2体）。出身地は東京都渋谷区道玄坂。

## 概要
2011年、アメーバピグのワールドプロレスリングエリアにて、兎年にちなんでウサギをモチーフとしたキャラクラーとして登場する。
2月20日、実際の覆面レスラーとして初参戦（所属ユニットはCHAOS）。
3月20日、再登場したが前回登場した選手とは体型が全く異なっていた。
4月3日、前述の2人がタッグを組んで参戦した（1号2号などの区別は特にない）。
以降は、2人どちらかか、もしくは同時にスポット参戦している。
6月18日、邪道&外道に裏切られて2匹ともCHAOSから追放された（以降は本隊と共闘している）。
11月12日に、小さい方が大阪府立体育会館で同じラビットのマスクを被ったタマ・トンガとタッグを組み、邪道&外道組と対戦したが最後は外道のコンプリートショットで敗れた。敗れる際、トンガ共々マスクを剥がされている。
12月4日愛知大会、カール・アンダーソンと組み、因縁の邪道&外道組と対戦。もちつきドロップで外道からピンフォール勝ちを収めた。試合後、コメントで月に帰ることを告げ、12年後に再び新日本マットに来ることを約束した。

## 得意技
餅つきチョップ
主にタッグマッチで使用。タッグパートナー（1人または2人）が同時で相手の腹部にボディブローし、前かがみになった相手の背中にハンマーブローのような形で餅つきの如く両手でチョップを食らわせるという動作を繰り返す。
餅つき落とし
タッグマッチで使用。相手の両足をすくい上げて仰向けの状態にし、ラビット（細い方）がロープの反動で走り込み、ラビット（体格ががっしりした方）がラビット（細い方）をアームドラッグで持ち上げ、仰向けになっていた相手目がけて落とす。仰向けになっている相手を臼に、ラビット2人を杵と餅つきする人に見立てている。
月落とし
丸藤正道の不知火と同系。
ウサギ跳びからの攻撃
現在、ウサギ飛びキック（ウサギ飛びからのドロップキック）とウサギ飛びチョップ（ウサギ飛びからのモンゴリアンチョップ）が確認されている。アメーバピグのウサギ飛びキックが元祖。
餅つきパイルドライバー
携帯ゲーム「俺たちのプロレス」で初登場した技。形はパイルドライバーと同じだが、相手の頭を自分の両足で挟み込み持ち上げようとする直前に餅つきのアピールモーションをするのが特徴である。2011年4月3日の大会で高橋広夢に対して行った際、危険な角度で落としていった。
亀殺し
携帯ゲーム「俺たちのプロレス」で初登場した技。甲羅のごとくうつ伏せの相手の上にブリッジし、首を引き出し締め上げる。鎌固めと同系。